# Gonella (Antignano)
Gonella è una frazione di Antignano d'Asti posta al confine con il comune di San Martino Alfieri, popolata da circa 300 abitanti.
Al centro del piccolo borgo si trova la chiesa della Madonna di Loreto.
Inoltre in questo piccola frazione, sono presenti anche un circolo fornito di bar, una scuola dell’infanzia ed un parco giochi.
Nonostante sia solo una frazione a partire dal 2010 ha fondato una propria Pro-Loco, solita ad organizzare una sagra in Agosto, una cena a base di pizza in Giugno nella via centrale della frazione, 
ed alcuni eventi conviviali durante l'anno.
A partire da Agosto 2019 la sagra di Gonella, solita ad essere ospitata nei luoghi della cantina sociale di Antignano e San Martino Alfieri, ha avuto luogo nella piazza della Repubblica, a pochi passi dalla chiesa.

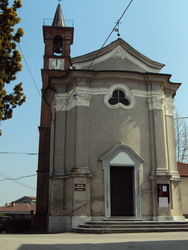
Chiesa della Madonna di Loreto di Gonella